# Manuel Álvaro de Sousa Sá Viana
Manuel Álvaro de Sousa Sá Viana (São Luís, 14 de agosto de 1860 – 1922) foi um jurista, professor, escritor e intelectual maranhense, cuja atuação no campo do Direito Internacional início do século XX marcou profundamente a doutrina jurídica latino-americana e mundial. Com formação sólida e uma trajetória intelectual de erudição notável, Sá Viana é considerado um dos mais importantes expoentes do pensamento jurídico universalista brasileiro, tendo influenciado juristas não apenas no Brasil, mas também na América Latina, Europa e Estados Unidos. Sá Viana é o patrono da cadeira nº 25 da Academia Maranhense de Letras.

## Biografia
Nascido em São Luís, capital do Maranhão, em 14 de agosto de 1860, Sá Viana pertenceu a uma geração de intelectuais formados na tradição humanista oitocentista, marcada por forte influência europeia. Pouco se sabe sobre seus primeiros anos de vida e formação secundária, mas sua trajetória universitária o levou a se formar em Direito e a trilhar uma notável carreira acadêmica e jurídica.
Instalado no Rio de Janeiro, então capital do Império e da República, passou a integrar os círculos intelectuais da cidade e a colaborar ativamente com instituições de ensino, pesquisa e debate jurídico. Tornou-se professor catedrático da Faculdade Livre de Direito do Rio de Janeiro, hoje incorporada à Faculdade Nacional de Direito da Universidade Federal do Rio de Janeiro (UFRJ).

## Contribuições Acadêmicas e Profissionais
Sá Viana foi membro de diversas instituições jurídicas e acadêmicas, incluindo a Associação de Advogados de Lisboa e os colégios de advogados de Lima e La Paz. No Brasil, integrou o Instituto Histórico e Geográfico Brasileiro, onde proferiu discursos e publicou estudos relevantes sobre temas históricos e jurídicos. Sua obra abrange uma variedade de temas, com destaque para o direito internacional e a arbitragem.

### Debate sobre o Regionalismo versus Universalismo no Direito Internacional
Sá Viana é particularmente lembrado por sua posição contrária à tese de Alejandro Álvarez sobre a existência de um "Direito Internacional Americano" específico para o continente americano. Enquanto Álvarez defendia a existência de normas regionais próprias das Américas, Sá Viana se opôs firmemente, argumentando que o Direito Internacional deveria ser necessariamente universal. Essa controvérsia foi amplamente debatida nos Congressos Científicos Latino-Americanos, especialmente no congresso realizado em Santiago do Chile em 1908, com a tese de Sá Viana posteriormente publicada em 1912, sob o título De la non existence d’un droit international américain.
Viana sustentava que a existência de problemas específicos do continente americano não criava automaticamente um novo Direito Internacional regionalizado. Para ele, o Direito Internacional deveria ser um conjunto universal de princípios e normas aplicáveis a todas as nações, independentemente das particularidades regionais.

### Visão Crítica sobre Política Internacional e Imperialismo
Sá Viana também foi um crítico ferrenho do imperialismo europeu e norte-americano. Em suas obras, apontou como as nações mais poderosas buscavam justificar intervenções abusivas nos países latino-americanos sob pretextos civilizatórios ou comerciais. Criticou duramente a doutrina Monroe dos Estados Unidos por sua aplicação seletiva e hipócrita, destacando casos em que a doutrina não foi invocada justamente para não contrariar interesses norte-americanos.

### Arbitragem e a Paz entre as Nações Americanas
A defesa da arbitragem como forma de solução pacífica de conflitos é outro aspecto central do pensamento de Sá Viana. Ele acreditava que, por meio da celebração de tratados amplos e permanentes de arbitragem, as nações latino-americanas poderiam preservar a paz e o respeito mútuo, sem necessidade de recorrer à força.
Contudo, não defendia a criação de uma corte permanente, pois acreditava que sem um poder político supranacional e sem codificação precisa das normas, tal tribunal seria ineficaz diante das vontades dos Estados mais poderosos.

## Obras
- Esboços críticos da Faculdade de Direito de São Paulo (1880)
- Instituto da Ordem dos Advogados Brasileiros (1894) Supremo Tribunal Federal
- Traços biográficos de Augusto Teixeira Mendes (1895)
- Trabalhos forenses (1899)
- Arbitragem internacional (1901)
- Congresso Jurídico Americano (1902)
- Das falências (1907)
- Elementos de Direito Internacional (1908)
- De la non existence d’un droit international américain (1912)
- Discursos e Conferências (1916)
- L’Arbitrage au Brésil (1917)
- Discurso de paraninfo (1920)
- O tráfico e a diplomacia
- L’Amérique en face de la conflagration européenne

## Legado
Viana foi membro do Instituto Histórico e Geográfico Brasileiro e patrono da Cadeira nº 25 da Academia Maranhense de Letras, ocupada posteriormente por escritores como João da Mata de Oliveira Roma, Raul Martins de Freitas e, mais recentemente, Félix Alberto Lima.
Apesar de sua ampla produção e influência à época, o nome de Sá Viana foi sendo eclipsado na historiografia jurídica brasileira e latino-americana nas décadas seguintes, sobretudo pelo predomínio das teses regionalistas. No entanto, sua obra vem sendo redescoberta por historiadores do Direito, especialmente a partir de projetos como “A História do Direito Internacional no Brasil”, coordenado por George Rodrigo Bandeira Galindo (UnB), e estudos de autoras como Fabia F. C. Veçoso e Patrícia Ramos Barros, que assinam o artigo A Brazilian Universalist, um dos mais abrangentes sobre sua trajetória.
Na cidade de São Luís, um bairro leva o nome de Sá Viana, eternizando sua memória na geografia urbana da capital maranhense.